# Camp de Tir Olímpic de Mollet
Das Camp de Tir Olímpic de Mollet ist eine Schießsportanlage in der spanischen Stadt Mollet del Vallès.

## Geschichte
Als Barcelona 1986 den Zuschlag zur Ausrichtung der Olympischen Sommerspiele 1992 erhielt, musste eine Schießanlage errichtet werden. Im Jahr 1989 wurde entschieden, dass diese in Mollet del Vallès errichtet werden soll. Im Juni 1990 begannen die Bauarbeiten der 342.000 m² großen Anlage. Die Anlage wurde nach den Plänen der Architekten Esteve und Robert Terradas gebaut und befindet sich nordöstlich des Stadtzentrums. Die Anlage unterteilt sich in drei Bereiche: ein Schießstand für Wurfscheibenschießen an der Westseite, welcher mit den Schießständen für alle weiteren Schießdisziplinen durch einen Tunnel verbunden ist, sowie ein Trainingsgelände der Akademie der Mossos d’Esquadra.
Während den Olympischen Spielen wurde die Zuschauerkapazität von 250 auf 1400 Plätze erhöht. Neben den Schießwettkämpfen wurde auch das Schießen im Modernen Fünfkampf ausgetragen. Des Weiteren fanden auf der Anlage auch die Schießwettkämpfe der Sommer-Paralympics 1992 statt.